# 1949-es magyar atlétikai bajnokság
Az 1949-es magyar atlétikai bajnokságot, amely az 54. magyar bajnokság volt.

## Eredmények

### Férfiak
| Versenyszám            | Arany                                                                                       | Arany     | Ezüst                                                                                     | Ezüst     | Bronz                                                                                | Bronz     |
| ---------------------- | ------------------------------------------------------------------------------------------- | --------- | ----------------------------------------------------------------------------------------- | --------- | ------------------------------------------------------------------------------------ | --------- |
| 100 m                  | Csányi György Újpesti TE                                                                    | 10,7      | Szebeni Ottó MTK                                                                          | 10,7      | Varasdi Géza Csepeli MTK                                                             | 10,8      |
| 200 m                  | Csányi György Újpesti TE                                                                    | 22,2      | Szebeni Ottó MTK                                                                          | 22,3      | Bánhalmi Ferenc MPSC                                                                 | 22,4      |
| 400 m                  | Bánhalmi Ferenc MPSC                                                                        | 49,4      | Solymosi Egon Pécsi Lokomotív                                                             | 50,0      | Karádi Péter KAOE                                                                    | 50,2      |
| 800 m                  | Bakos Jenő Bp. Vasas                                                                        | 1:56,5    | Edőcs Lajos Győri Vasas ETO                                                               | 1:56,6    | Marti Árpád MTK                                                                      | 1:58,0    |
| 1500 m                 | Garay Sándor Bp. Vasas                                                                      | 4:01,8    | Apró József Miskolci Lokomotív                                                            | 4:02,8    | Gyergyói János Postás SE                                                             | 4:03,2    |
| 5000 m                 | Szilágyi Jenő Bp. Vasas                                                                     | 14:44,4   | Bácsfalvi László Győri Vasas ETO                                                          | 15:01,4   | Szalai Károly Postás                                                                 | 15:05,0   |
| 10 000 m               | Szilágyi Jenő Bp. Vasas                                                                     | 31:41,0   | Esztergomi Mihály Előre                                                                   | 31:43,4   | Bácsfalvi László Győri Vasas ETO                                                     | 32:15,6   |
| Maraton                | Esztergomi Mihály Előre                                                                     | 2:40:28,0 | Kiss József Újpesti TE                                                                    | 2:43:59,6 | Finta József Ózdi Vasas                                                              | 2:46:52,4 |
| csapat maraton         | Esztergomi Mihály Dobronyi József Szabó Géza Előre SE                                       | 13        | Zalavári Ferenc Szécsi József Kobrizsa András Szegedi Lokomotív                           | 15        | Mauréry Tibor Kiss Géza Kiss Béla MTK                                                | 38        |
| 3000 m akadály         | Hires László Újpesti TE                                                                     | 9:33,0    | Csépány Pál Miskolci Lokomotív                                                            | 9:37,0    | Szilvágyi Herman Vasas                                                               | 9:48,2    |
| 110 m gát              | Lippay Antal Pécsi Lokomotív                                                                | 15,6      | Villányi Sándor Csepeli MTK                                                               | 16,0      | Agócs Jenő MTK                                                                       | 16,1      |
| 400 m gát              | Lombos Dezső MTK                                                                            | 55,4      | Bérdi Elemér Újpesti TE                                                                   | 56,5      | Lippay Antal Pécsi Lokomotív                                                         | 57,4      |
| 4 × 100 m              | Ajkai Ákos Puskás Antal Tima Ferenc Bartha László Bp. Vasas                                 | 42,6      | Szántó Ottó Hegyesi Antal Csányi György Goldoványi Béla Újpesti TE                        | 42,7      | Lövegjáró Varasdi Géza Villányi Sándor Dörnyei Ágoston Csepeli MTK                   | 43,4      |
| 4 × 200 m              | Lengyel László Lőcsei István Lombos Dezső Szebeni Ottó MTK                                  | 1:30,0    | Ajkai Ákos Puskás Antal Tima Ferenc Bartha László Bp. Vasas                               | 1:30,1    | Villányi Sándor Szabó Géza Dörnyei Ágoston Varasdi Géza Csepeli MTK                  | 1:30,5    |
| 4 × 400 m              | Kurucz Elemér Lippay Antal Baranyai János Solymosy Egon Pécsi Lokomotív SK                  | 3:25,3    | Kertész Tibor Bakos Jenő Lombos Henrik Antal Gyula Bp. Vasas                              | 3:25,6    | Balás Bertalan Szabó Géza Villányi Sándor Dörnyei Ágoston Csepeli MTK                | 3:28,6    |
| 4 × 800 m              | Bakos Jenő Antal Gyula Nagytelki József Lombos Henrik Bp. Vasas                             | 8:04,4    | Kurucz Elemér Lippay Antal Solymosy Egon Baranyai János Pécsi Lokomotív SK                | 8:05,2    | Balás Bertalan Balogh Géza Demeter Gyula Stelczer Ervin Csepeli MTK                  | 8:11,8    |
| 4 × 1500 m             | Vámospércsi Oszkár Izsóf Alajos Bakos Jenő Szilágyi Jenő Bp. Vasas                          | 16:42,6   | Stelczer Ervin Hunfalvi Tibor Sz. Nagy János Pénzes Gyula Csepeli MTK A                   | 16:42,8   | Kurucz Miklós Pintér János Barabás József Balogh Géza Csepeli MTK B                  | 17:15,0   |
| 5000 m csapat          | Szilágyi Jenő Izsóf Alajos Bakos Jenő Juhász Béla Rátonyi Sándor Bp. Vasas                  | 51        | Pénzes Gyula Hunfalvi Tibor Pintér János Simon István Laczkó János Csepeli MTK            | 54        | Újvári Antal Sajtos Ferenc Dinynyés László Südi József Papp KAOE                     | 108       |
| 10 km gyaloglás        | László Sándor Postás SE                                                                     | 49:06,2   | Geri István Tud. MEFESZ                                                                   | 49:45,6   | Somogyi János ESC                                                                    | 50:12,6   |
| 50 km gyaloglás        | Róka Antal Tud. MEFESZ                                                                      | 4:43:35   | Somogyi János ESC                                                                         | 4:49:20   | Kapusi János Vasas                                                                   | 5:06:36   |
| 50 km gyaloglás csapat | Mucsi József Stefanik Pál Farkas Zoltán Postás SE                                           | 17        | Kapusi János Selmeczi József Gyarmati András Vasas                                        | 25        | Somogyi János Hunyadvári Rezső Nagy Lajos ESC                                        | 25        |
| magasugrás             | Kovács József Győri Vasas ETO                                                               | 188 cm    | Földessy Ödön Újpesti TE                                                                  | 185 cm    | Tordai Gyula Bp. Vasas                                                               | 180 cm    |
| magasugrás csapat      | Lehoczky Sándor Kolozsvári Miklós Pesty László Jankovics József Haincz István Csepeli MTK   | 179 cm    | Zarándi László Pálfi Béla Baráth Iván Tusz Ferenc Kondoross Gyula TF MEFESZ               | 166 cm    | Tordai Gyula Tompay Olivér Major Miklós Bánsági Fogarassi Bp. Vasas                  | 165 cm    |
| rúdugrás               | Homonnay Tamás Bp. Vasas                                                                    | 410 cm    | Zsitvay Zoltán MTK                                                                        | 400 cm    | Kovács Ferenc Újpesti TE                                                             | 390 cm    |
| rúdugrás csapat        | Homonnay Tamás Bencsik Lajos Iván Imre Petike Lajos Bicskei Tibor Bp. Vasas                 | 328 cm    | Zofál Károly Benedek Emil Szlamen Rezső Villányi Sándor Sárkány János Csepeli MTK         | 314 cm    | Szinyéri György Mészáros László Kondoross Gyula Stéger László Szentgyörgyi TF MEFESZ | 310 cm    |
| távolugrás             | Puskás Antal Bp. Vasas                                                                      | 706 cm    | Szurgyi István MTK                                                                        | 676 cm    | Vadász Gyula Székesfehérvári Lokomotív                                               | 667 cm    |
| távolugrás csapat      | Csányi György Földessy Ödön Szántó Ottó Peredi Rezső Almádi Gyula Újpesti TE                | 644,2 cm  | Villányi Sándor Varasdi Géza Pesty László Jankovics József Lehoczky Sándor Csepeli MTK    | 615,0 cm  | Puskás Antal Tima Ferenc Major Miklós Tordai Gyula Bencsik Lajos Vasas               | 606,4 cm  |
| hármasugrás            | Puskás Antal Bp. Vasas                                                                      | 14,36 m   | Bolyki István Salgótarjáni Vasas                                                          | 14,24 m   | Tompay Olivér Vasas                                                                  | 13,51 m   |
| súlylökés              | Németvári Ernő Előre                                                                        | 14,17 m   | Söjtör József Pécsi MEFESZ                                                                | 13,62 m   | Horváth Vilmos Diósgyőri Vasas                                                       | 13,48 m   |
| súlylökés csapat       | Lévai Károly Kiss János Vóki József Petike Lajos Soós Antal Bp. Vasas                       | 12,688 m  | Németvári Ernő Darányi József Fok Dezső Simándi István Pénzes Antal Előre                 | 12,686 m  | Horváth Vilmos Kobold Aladár Kobold Károly Tóth Káposztás Ferenc Diósgyőri Vasas     | 12,374 m  |
| diszkoszvetés          | Klics Ferenc Bp. Vasas                                                                      | 48,72 m   | Kulitzy Jenő Vasas                                                                        | 44,75 m   | Horváth Vilmos Diósgyőri Vasas                                                       | 44,05 m   |
| diszkoszvetés csapat   | Kobold Aladár Horváth Vilmos Kobold Károly Faragó István Káposztás Ferenc Diósgyőri Vasas   | 41,716 m  | Remecz József Bonyhádi Ádám Leszler Béla Halyag József Pesty László Csepeli MTK           | 38,772 m  | Kulitzy Jenő Németh Imre Petike Lajos Kiss János Lévai Károly Bp. Vasas              | 36,882 m  |
| kalapácsvetés          | Németh Imre Bp. Vasas                                                                       | 56,28 m   | Petike Lajos Bp. Vasas                                                                    | 51,00 m   | Bonyhádi Ádám Csepeli MTK                                                            | 48,58 m   |
| kalapácsvetés csapat   | Németh Imre Petike Lajos Budai Pál Hicsák János Kőszegi Béla Bp. Vasas                      | 44,812 m  | Horváth Vilmos Cossutha Béla Kobold Aladár Faragó István Káposztás Ferenc Diósgyőri Vasas | 34,800 m  | Rózsás Dezső Kovács József Rácz Ernő Hartai Vörös Rezső Győri Vasas ETO              | 34,340 m  |
| gerelyhajítás          | Várszegi József Goldberger SE                                                               | 63,30 m   | Csányi Sándor Tud. MEFESZ                                                                 | 59,69 m   | Szatmári Aba Goldberger SE                                                           | 58,01 m   |
| gerelyhajítás csapat   | Várszegi József Szatmári Aba Székely Rezső Derdák László Balogh András Goldberger SE        | 53,842 m  | Rákhely Gyula Koltai Jenő Stancev István Kelemen Bánki Miklós TF METESZ                   | 47,298 m  | Leszler Béla Varasdi Géza Kínál Pál Márton Szarka István Csepeli MTK                 | 45,222 m  |
| tízpróba               | Puskás Antal Bp. Vasas                                                                      | 6011      | Dulgyovay László MAORT                                                                    | 5882      | Villányi Sándor Csepeli MTK                                                          | 54,78 m   |
| kis mezei futás (4 km) | Garay Sándor Bp. Vasas                                                                      | 12:38,2   | Apró József Miskolci Lokomotív                                                            | 12:44,0   | Gyergyói János Postás SE                                                             | 12:45,0   |
| kis mezei futás csapat | Garay Sándor Bakos Jenő Juhász Béla Szilágyi Herman Vámospércsi Oszkár Bp. Vasas            | 35        | Pénzes Gyula Pintér János Laczkó János Stelczer Ervin Hunfalvi Tibor Csepeli MTK          | 48        | Apró József Csépány Pál Juhász Vince Kincses Dévai Miskolci Lokomotív                | 97        |
| mezei futás            | Szilágyi Jenő Bp. Vasas                                                                     | 32:53,0   | Esztergomi Mihály Előre                                                                   | 32:54,0   | Csordás László Előre                                                                 | 32:54,6   |
| mezei futás csapat     | Farkas Béla Rusovszky Gyula Mészáros Károly Péter János Szalay Béla Rákospalotai Vasutas SE | 38        | Szilágyi Jenő Izsóf Alajos Rátonyi Sándor Hagymási József Szajkó István Bp. Vasas         | 51        | Esztergomi Mihály Csordás László Simon István Szabó Géza Darázs János Előre          | 59        |

A 800 méteren harmadik helyen célba érkező Garay Sándort szabálytalan versenyzés miatt kizárták. Bakos és Edőcs között újrafutást rendeltek el, amire Edőcs nem állt ki.

### Nők
| Versenyszám          | Arany                                                                                   | Arany    | Ezüst                                                                                  | Ezüst    | Bronz                                                                          | Bronz    |
| -------------------- | --------------------------------------------------------------------------------------- | -------- | -------------------------------------------------------------------------------------- | -------- | ------------------------------------------------------------------------------ | -------- |
| 100 m                | Gyarmati Olga Bp. Vasas                                                                 | 12,4     | Egri Lenke Postás SE                                                                   | 12,5     | Rákhely Gyuláné Postás SE                                                      | 12,6     |
| 200 m                | Egri Lenke Postás SE                                                                    | 26,6     | Bogdán Margit MAORT                                                                    | 27,1     | Bleha Anna Előre                                                               | 27,3     |
| 800 m                | Bleha Anna Előre                                                                        | 2:30,8   | Ficsor Irén Postás SE                                                                  | 2:30,9   | Sasvári Gizella MAORT                                                          | 2:33,2   |
| 80 m gát             | Gyarmati Olga Bp. Vasas                                                                 | 12,3     | Kovács-Buna Irma Csepeli MTK                                                           | 13,0     | Lőrinczi Anna Postás SE                                                        | 13,2     |
| 4 × 100 m váltó      | Lőrinczi Anna Csáki Erzsébet Egri Lenke Rákhely Gyuláné Postás SE A                     | 51,5     | Gyarmati Olga Árvay Szőke Erzsébet Závodni Erzsébet Bp. Vasas                          | 54,8     | Bakos Kulcsár Éva Turcsányi Rózsa Szántó Ottóné MPSC                           | 55,4     |
| 4 × 200 m váltó      | Ficsor Irén Rákhely Gyuláné Csáki Erzsébet Egri Lenke Postás SE A                       | 1:51,2   | Somlai Őrhalmi Ilona Polareczky Jolán Bleha Anna Előre                                 | 1:54,3   | Lőrinczi Anna Babai Margit Zeley Margit Zubek I. Postás SE B                   | 1:59,4   |
| 3 × 800 m váltó      | Polareczky Jolán Örhalmi Ilona Bleha Anna Előre SE                                      | 7:42,2   | Zubek I. Ficsor Irén Csáki Erzsébet Postás SE A                                        | 8:03,4   | Zubek II. Tornyai Zeley Margit Postás SE B                                     | 9:06,8   |
| magasugrás           | Gyarmati Olga Bp. Vasas                                                                 | 150 cm   | Rohonczi Mária Csepeli MTK                                                             | 150 cm   | Csáki Erzsébet Postás SE                                                       | 145 cm   |
| magasugrás csapat    | Rohonczi Mária Lohász Irén Bokori Teréz Braxatoris Piroska Kovács-Buna Irma Csepeli MTK | 136 cm   | Kiss Ilona Pataki Judit Hevér Sarolta Rendeczki Eszter Tarr Edit Szegedi Lokomotív     | 133 cm   | Csáki Erzsébet Rákhely Gyuláné Egri Lenke Zeley Margit Lőrinczi Anna Postás SE | 133 cm   |
| távolugrás           | Gyarmati Olga Bp. Vasas                                                                 | 559 cm   | Rohonczi Mária Csepeli MTK                                                             | 533 cm   | Egri Lenke Postás SE                                                           | 524 cm   |
| távolugrás csapat    | Lohász Irén Rohonczi Mária Bokori Teréz Kovács-Buna Irma Mergl Sára Csepeli MTK         | 484,8 cm | Kolozsvári Anna Sasvári Gizella Bogdán Margit Papp Mária Harasztos Anna Olajm.         | 462,8 cm | Egri Lenke Rákhely Gyuláné Lőrinczi Anna Csáki Erzsébet Zubek Ilona Postás SE  | 464,6 cm |
| súlylökés            | Fehér Mária Előre                                                                       | 11,84 m  | Sik Józsefné Újpesti TE                                                                | 11,15 m  | Umbrai Katalin MTK                                                             | 10,95 m  |
| súlylökés csapat     | Józsa Dezsőné Rohonczi Mária Kovács-Buna Irma Lohász Irén Koronczi Blanka Csepeli MTK   | 9,406 m  | Vucsics Mária Paál Ibolya Rákhely Gyuláné Egri Lenke Slagmüller Postás SE              | 9,144 m  | Sik Józsefné Mocsári Györgyi Kenessy Gizella Németh Mihalik Újpesti TE         | 8,900 m  |
| diszkoszvetés        | Zsolnai Júlia Bp. Vasas                                                                 | 36,70 m  | Hetesi Margit Rákospalotai VSE                                                         | 34,58 m  | Kovács-Buna Irma Csepeli MTK                                                   | 33,51 m  |
| diszkoszvetés csapat | Józsa Dezsőné Kovács-Buna Jánosné Gurszky Ilona Lohász Irén Szalóky Klára Csepeli MTK   | 30,244 m | Zsolnai Júlia Horváth Loidin Vera Rőder Katalin Jávor Eta Vasas                        | 27,152 m | Polónyi Júlia K. Ruda Achs Márta Regdánszky Dobler Műegyetem MEFESZ            | 27,030 m |
| gerelyhajítás        | Rohonczi Mária Csepeli MTK                                                              | 39,43 m  | Umbrai Katalin MTK                                                                     | 35,52 m  | Vucsics Mária Postás SE                                                        | 33,68 m  |
| gerelyhajítás csapat | Umbrai Katalin Laczó Ilona Rágyánszky Judit Vékony Ilona Ruttkai Vera MTK               | 26,798 m | Rohonczi Mária Koronczi Blanka Kovács-Buna Irma Józsa Dezsőné Bokori Teréz Csepeli MTK | 25,860 m | Vucsics Mária Paál Ibolya Csáki Erzsébet Egri Lenke Rákhely Gyuláné Postás SE  | 34,334 m |
| ötpróba              | Rohonczi Mária Csepeli MTK                                                              | 3851     | Gyarmati Olga Bp. Vasas                                                                | 3551     | Umbrai Katalin MTK                                                             | 2924     |
| mezei futás          | Bleha Anna Előre                                                                        | 5:42,6   | Ficsor Irén Postás SE                                                                  | 5:44,0   | Bokori Teréz Csepeli MTK                                                       | 5:45,4   |
| mezei futás csapat   | Ficsor Irén Zeley Margit Csáki Erzsébet Postás SE                                       | 16       | Bleha Anna Őrhalmi Ilona Polareczky Jolán Előre                                        | 16       | Naményi Lenke Horváth Soós Erzsébet Nyír MÁV                                   | 23       |

### Magyar atlétikai csúcsok
- kalapácsvetés 59,57 m Vcs. Németh Imre Bp. Vasas Kattowice 1949. 9. 4.

### Országos csúcsok
- n. 100 m 12,4 Lohász Irén Csepeli MTK Budapest 9. 18.
- n. 400 m 60,4 Bleha Anna Előre SE Csepel 9. 22.
- n. 800 m 2:18,6 Bleha Anna Előre SE Budapest 8. 21.
- n. 80 gát 11,7 Gyarmati Olga Bp. Vasas Kattowice 9. 4.
- 3000 m akadály 9:11,2 Szilágyi Jenő Győri ETO Győr 9. 25.
- 2 órás gyaloglás 23,189 km László Sándor PSE Budapest 5. 27.
- rúdugrás 414 cm Homonnay Tamás Bp. Vasas Csepel 7. 3.
- n. diszkoszvetés 41,56 m Józsa Dezsőné Csepeli MTK Csepel 9. 22.
- n. gerelyhajítás 42,21 m Rohonczi Mária Csepeli MTK Nagykanizsa 7. 3.
- n. ötpróba 3851 Rohonczi Mária Csepeli MTK Budapest 9. 25.
- 4 × 100 m 40,7 Válogatott (Szebeni Ottó, Bartha László, Csányi György, Varasdi László) Budapest 8. 29.
- n. 4 × 100 m 49,2 N. válogatott (Rákhely Gyuláné, Lohász Irén, Egri Lenke, Gyarmati Olga) Nagykanizsa 6. 3.
- n. 4 × 100 m 49,1 N. válogatott (Bogdán Margit, Lohász Irén, Egri Lenke, Rákhely Gyuláné) Budapest 8. 19.
- n. 4 × 100 m 48,8 N. válogatott (Rákhely Gyuláné, Lohász Irén, Egri Lenke, Gyarmati Olga) Bukarest 9. 11.
- n. 4 × 200 m 1:42,8 N. válogatott (Rákhely Gyuláné, Lohász Irén, Egri Lenke, Gyarmati Olga) Budapest 8. 21.
- n. 3 × 800 m 7:21,7 N. válogatott (Hazucha Zsuzsa, Malina Mária, Bleha Anna) Kolozsvár 7. 24.